# ザムザム・グループ
ザムザム・グループ（ペルシア語: گروه زمزم ZamZam Group）は、イランに拠点を置き、ソフトドリンクの製造、販売、輸出を手がける、イラン国内最大規模のソフトドリンク製造グループ。

## 概要
ザムザム・グループはザムザム・イラン・カンパニーを16のソフトドリンク製造会社の母体とし、1979年、イランに設立。それらの会社はイラン国内にある。
ザムザム・グループの製品は、22カ国（アジア・アフリカ・ヨーロッパ）に、取次ぎ会社がある。
「ザムザム」の名を冠した会社が、イランの他、アフガニスタン（アフガン・ザムザム AFGHAN ZAMZAM）とイラク（ザムザム・ガセアス・ソフトドリンクス ZAMZAM GASEOUS SOFT DRINKS ）にある。
ザムザムとは聖地マッカ（メッカ）にあるザムザムの泉に由来している。

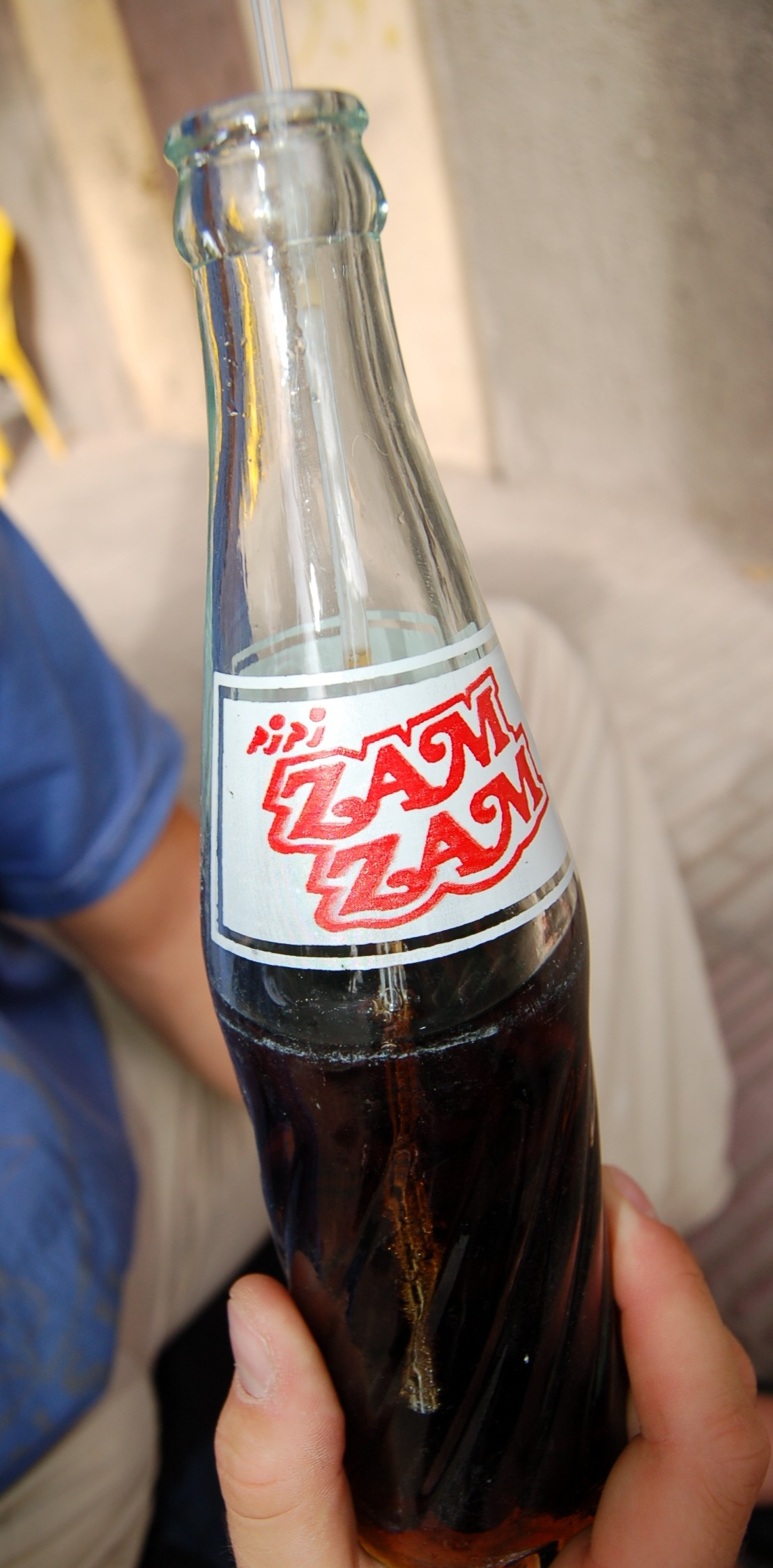
ザムザム・コーラ

## 主なソフトドリンク
ザムザム・グループの製品は65種類以上。
- コーラ（ザムザム・コーラ）
- ダイエット・コーラ
- ソーダ
- ドゥーグ
- オレンジ
- ダイエット・オレンジ
- レモン
- ダイエット・レモン
- マンゴー（ペルシア語: انبه Anbeh アンベ）
- モルト飲料
- ミネラルウォーター